# Attenzell

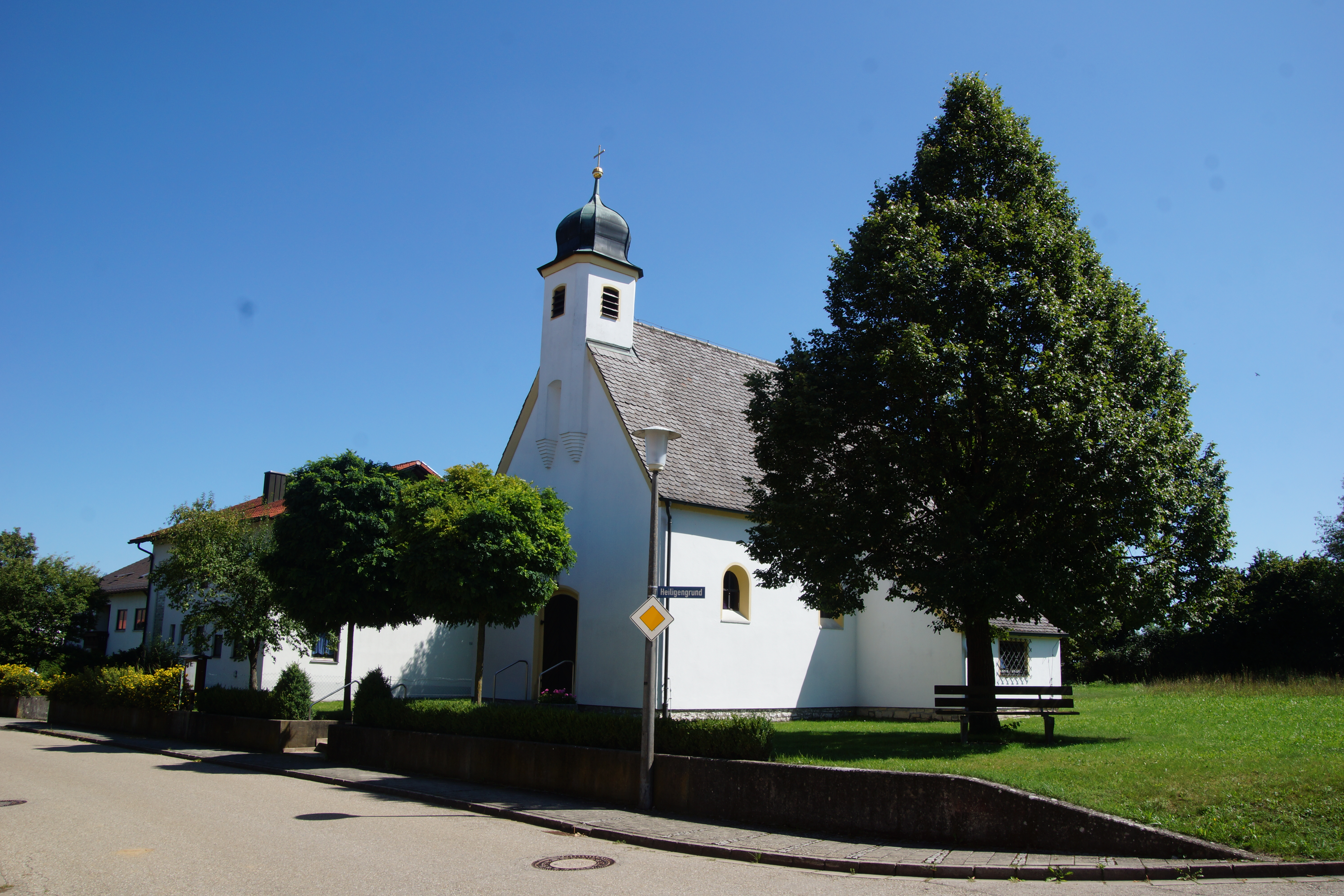
St. Konrad in Attenzell

Attenzell ist ein Ortsteil des Marktes Kipfenberg im oberbayerischen Landkreis Eichstätt.

## Lage
Das Dorf liegt südlich des Altmühltals und südlich des Gemeindesitzes Kipfenberg auf der Hochfläche der südlichen Frankenalb im Naturpark Altmühltal.

## Geschichte
Der Ort ist erstmals am 19. Mai 1305 erwähnt, als Konrad II. von Pfeffenhausen, Bischof von Eichstätt, dem Propst Ulrich von Spalt einen Hof zu „Adelncelle“ verkaufte. Der Ortsname deutet darauf hin, dass hier in alter Zeit ein Adelo ein Klostergut verwaltete. 1355 kam ein Hof an die Sondersiechen in Eichstätt.
Bis zur Säkularisation gehörte Attenzell zum unteren Hochstift Eichstätt und darin zum Pfleg- und Kastenamt Kipfenberg (15 Anwesen); dem Pflegamt Heideck unterstanden ein Hof und ein Köblergut, dem Schulkastenamt Ingolstadt zinste ein Halbhof. 1794 wurde ein Zehentstadel errichtet.
1793 ist Attenzell als Filiale der Pfarrei Schambach genannt. Bei der Säkularisation kam das untere Hochstift und mit ihm Attenzell 1802 an Großherzog Erzherzog Ferdinand III. von Toskana und 1806 an das Königreich Bayern. Dort gehörte das Dorf zum Landgericht Kipfenberg.
1808 bildete Attenzell zusammen mit dem Markt Arnsberg und dem Ort Schambach den Steuerdistrikt Arnsberg. 1818 wurde Attenzell wieder eine selbstständige Gemeinde. 1830 hatte das Dorf 108 Einwohner in 18 Anwesen, 1950 124 in 21 Anwesen. Zum 17. April 1830 wurden Attenzell und Schambach zu einer politischen Gemeinde zusammengeschlossen. 1837 erfolgte die Errichtung einer ersten Dorfkapelle.
Zum Bezirksamt, später zum mittelfränkischen Landkreis Eichstätt gehörend, schloss sich Attenzell bei der bayerischen Gebietsreform zum 1. April 1971 dem Markt Kipfenberg an. Am 1. Juli 1972 wechselte der Landkreis Eichstätt von Mittelfranken nach Oberbayern. 1983 lebten 231 Einwohner im Dorf, die sich überwiegend landwirtschaftlich in acht Vollerwerbs- und sieben Nebenerwerbsbetrieben betätigten; eine Flurbereinigung wurde 1968 durchgeführt.

### Ortskapelle Hl. Bruder Konrad
Sie wurde als Filialkirche von Schambach 1936/37 unter Architekt Josef Elfinger, Ingolstadt, erbaut. Im zwiebelbekrönten achteckigen Dachreiter über der Fassade ist eine Geläute von zwei Glocken untergebracht.

## Arnthöhle
Die etwa 30 m tiefe Schachthöhle erscheint in der Literatur auch als „Arndthöhle“ oder „Arngrube“. Es handelt sich hierbei um einen Einbruch unterirdischer Karsthohlräume. Die Höhle liegt bei N48°54.777' und E11°23.718' auf 468 m Meereshöhe am Rand einer felsigen Mulde und ist bis zu ihrem tiefsten Punkt mit gesicherten Treppen erschlossen. In ihr wurden Funde der Urnenfelder- bis Hallstattzeit sowie des Hoch- bis Spätmittelalters gemacht. Sie dient mehreren Fledermaus-Arten als Überwinterungsplatz.

## Vereine
- Freiwillige Feuerwehr Attenzell
- Obst- und Gartenbauverein Attenzell

## Persönlichkeiten
- Margit Schramm, Holzbildhauerin, * 1966, lebt in Attenzell.[3]